# Ragnhildsborgs varv

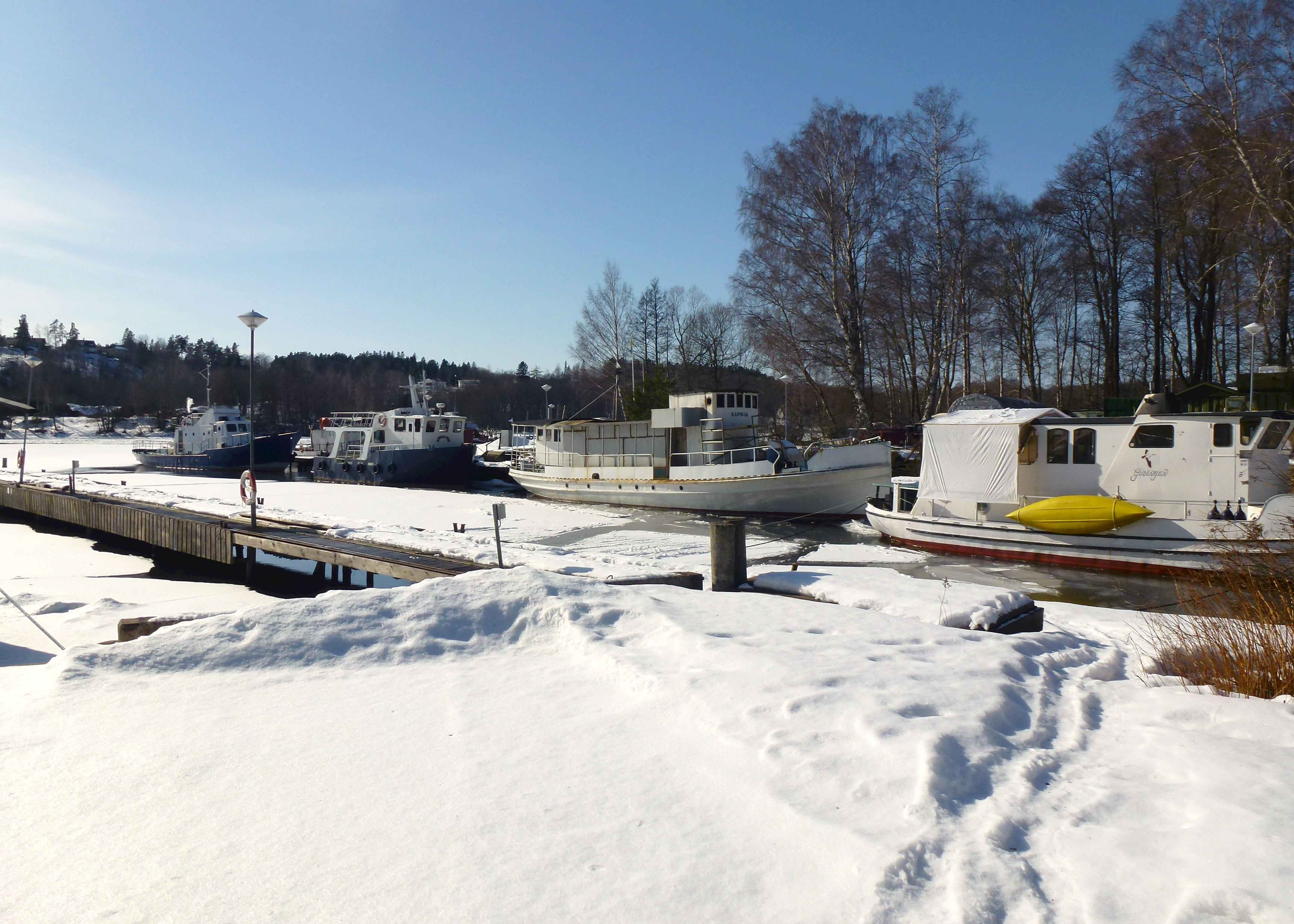
Ranghildsborgs varv i mars 2013.

Ragnhildsborgs varv var ett skeppsvarv vid Linasundet i Södertälje kommun. Varvsverksamheten började kring sekelskiftet 1900 och upphörde på 1950-talet. Sedan början av 1970-talet disponeras området av Skepparklubben i Södertälje. Namnet Ragnhildsborg härrör från den närbelägna  Ragnhildsborgs gård och anknyter till Telge hus, även kallat Ragnhildsborg, som i sin tur är benämnd efter Södertäljes skyddshelgon Ragnhild av Tälje.

## Tegelbruk och kalksandstensfabrik
I anslutning till Ragnhildsborgs varv låg Ragnhildsborgs kalksandstensfabrik som var i produktion från tidigt 1800-tal till 1930-talet. Här tillverkades från och med sekelskiftet 1900 bland annat kalkcementtegel. Produktionen av kalkcementtegel var ny i Sverige och här började den första tillverkningen i landet.  Produktionen i Ragnhildsborgs tegelbruk och kalksandstensfabrik var omfattande och lades ner först på 1930-talet.

## Varvet
Själva  varvet anlades kring sent 1800- eller tidigt 1900-tal som ett pråmvarv till Karta & Oaxens Kalkbruk. Norr om det nuvarande varvsområdet låg bostäder för tegel- och senare även för varvsarbetarna. 1924 köptes  Ragnhildsborgs varv av Nya Murbruksfabrikens i Stockholm och reparerade där sina fartyg och byggde pråmar. På 1950-talet upphörde verksamheten och anläggningen förföll.
I början av 1970-talet fick den då nybildade Skepparklubben i Södertälje kommunens tillstånd att använda området för ideell verksamhet. Idag (2013) har klubben ett 30-tal medlemmar med intresse att bevara äldre fartyg. Man bedriver ett reparationsvarv och förfogar över två slipvagnar som klarar 50 respektive 100 ton. Det finns även vinterplatser på land för fritidsbåtar. Av den ursprungliga omfattande bebyggelsen finns bara ett fåtal hus kvar, bland dem en verkstadsbyggnad som är uppförd  av den kalksandsten som en gång i tiden producerades här.

## Bilder

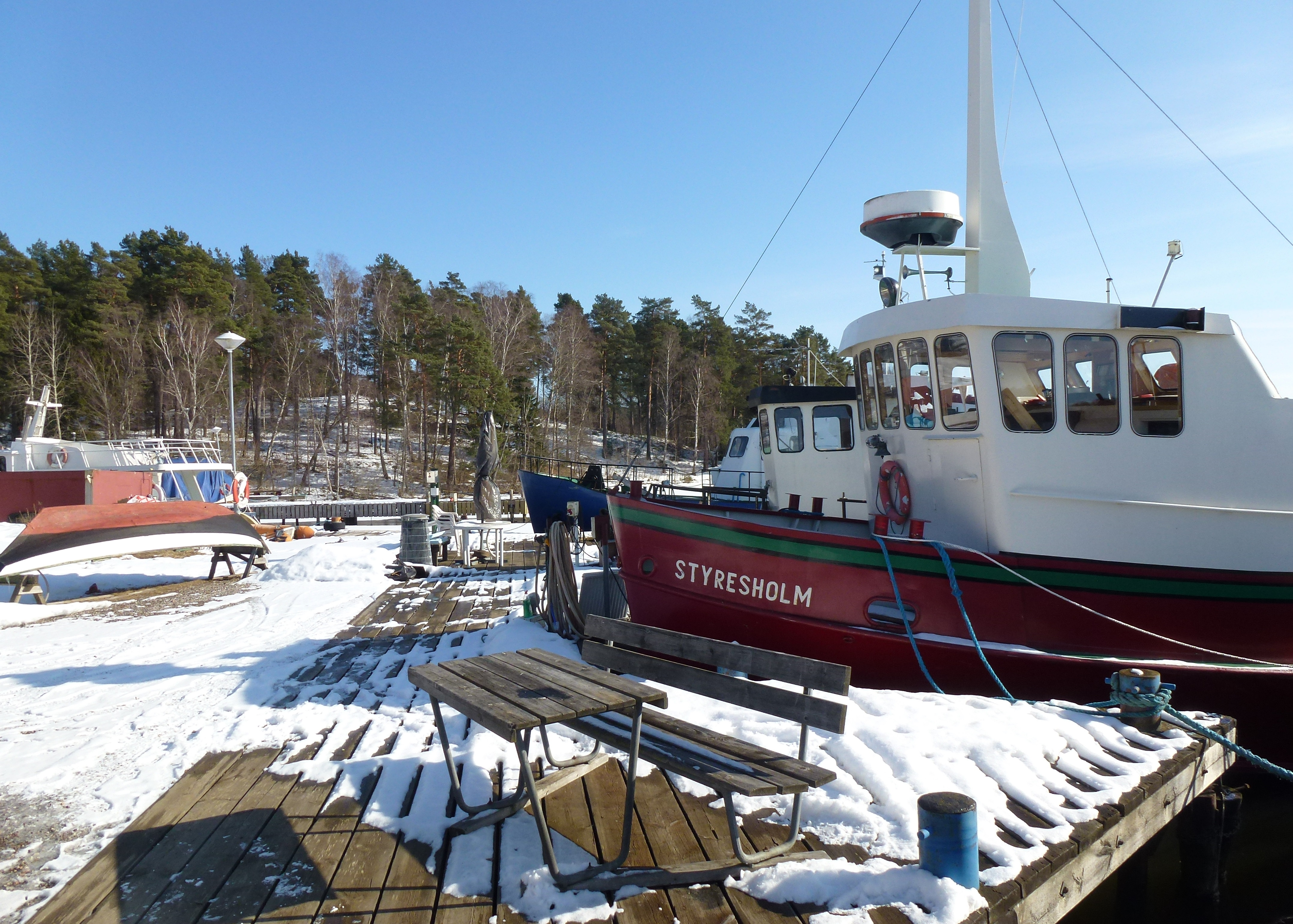
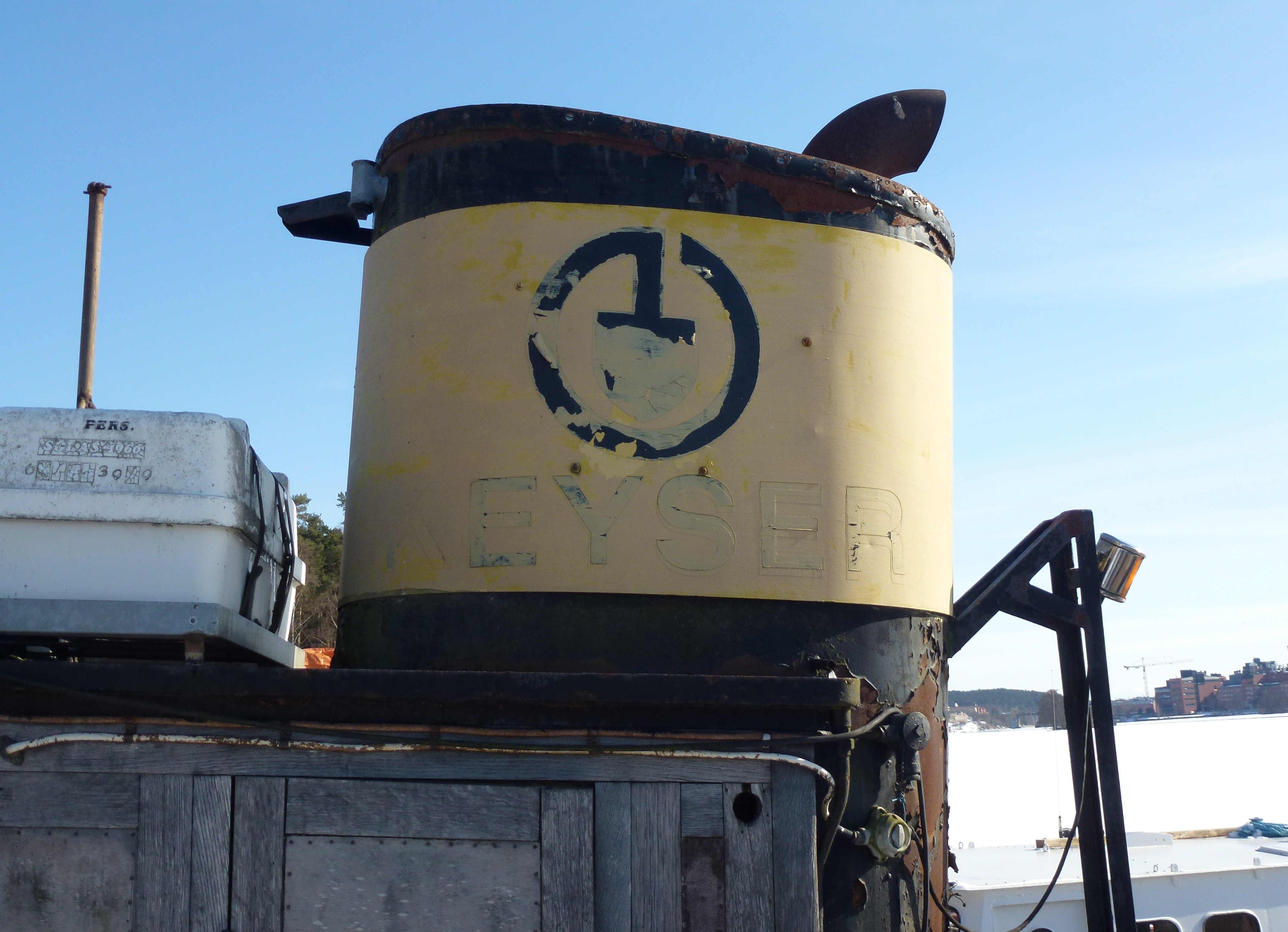
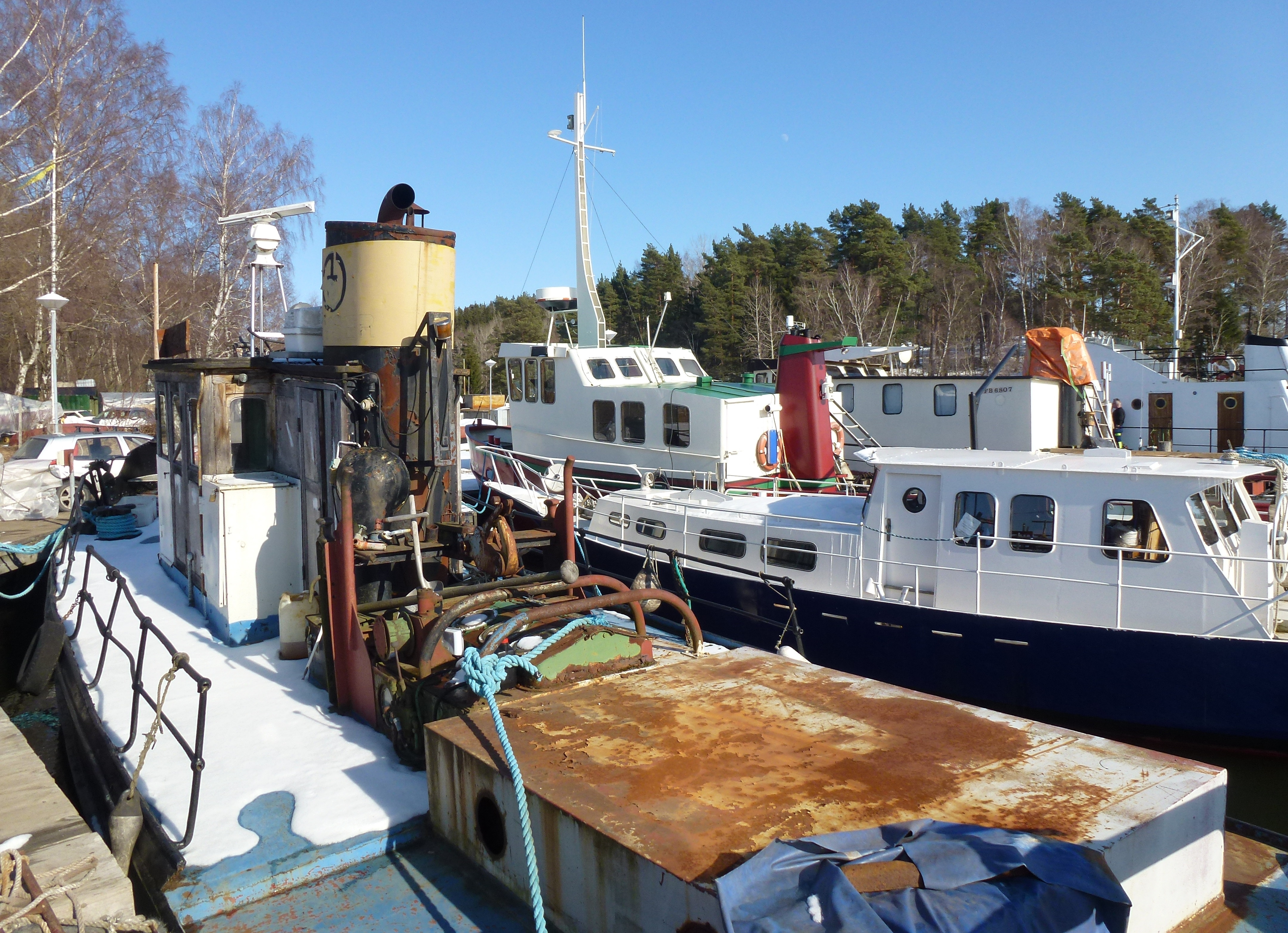
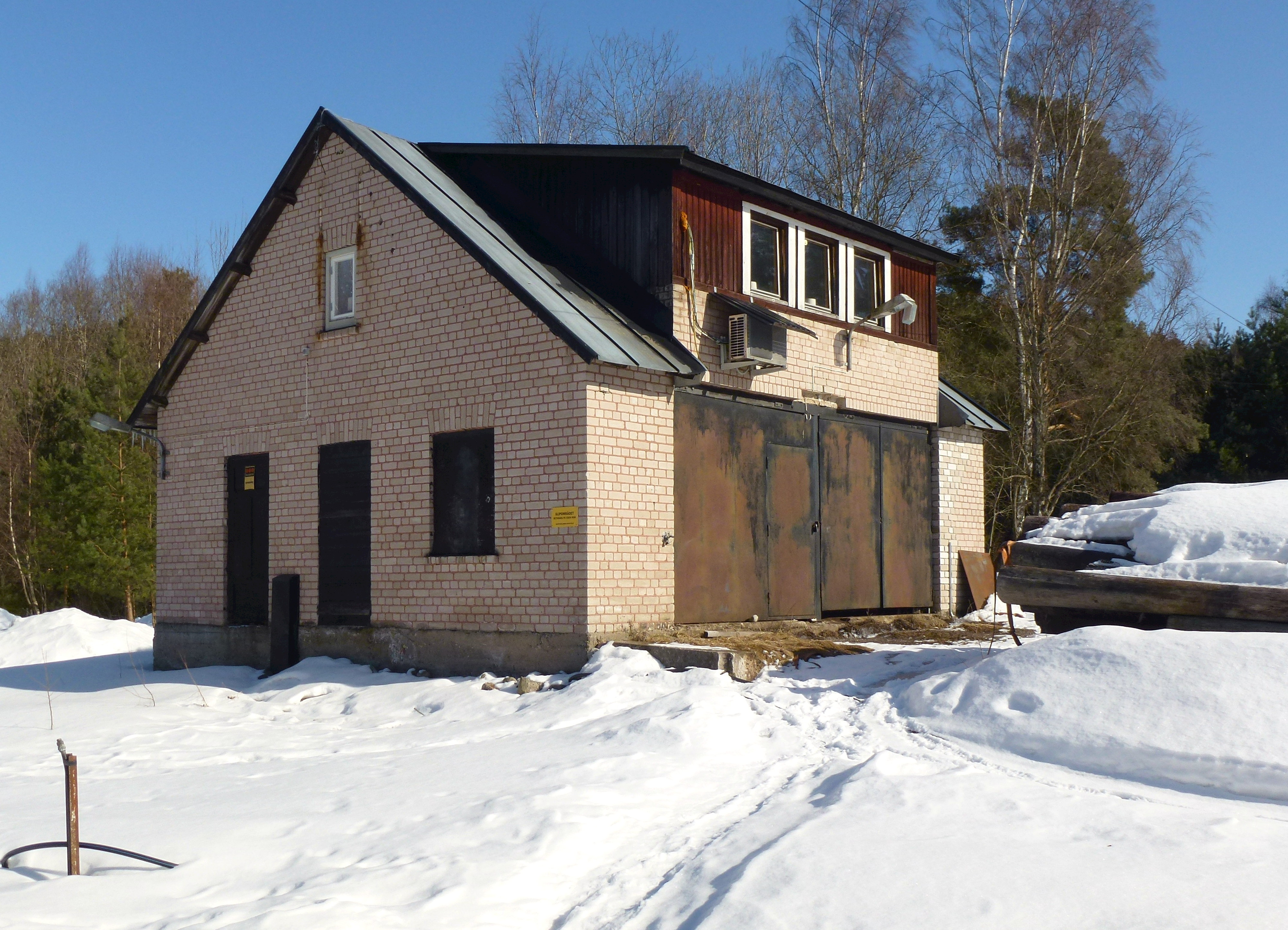